# Josep Padró i Gonzàlez
Josep Padró i Gonzàlez (Manresa, 1904 - 1982) fou un pintor i dibuixant. Fill de Blai Padró i Obiols, estudià a l'Escola d'Arts i Oficis de Manresa. Tingué com a mestres a F. Cuixart i Miquel Soldevila. Premi pintura Ajuntament de Manresa l'any 1932. Ha dibuixat infinitat de cartells, programes, Il·lustracions per entitats religioses i culturals de la ciutat de Manresa. Les seves obres més importants es poden veure al Museu Comarcal de Manresa.